# Comuna Tîhonovîci, Snovsk
Tîhonovîci (în ucraineană Тихоновичі) este o comună în raionul Snovsk, regiunea Cernihiv, Ucraina, formată din satele Slava, Tîhonovîci (reședința) și Tovkaci.

## Demografie
Componența lingvistică a comunei Tîhonovîci
     Ucraineană (98,51%)
     Alte limbi (1,48%)
Conform recensământului din 2001, majoritatea populației comunei Tîhonovîci era vorbitoare de ucraineană (98,51%), existând în minoritate și vorbitori de alte limbi.